# Trioza celtisae
Trioza celtisae är en insektsart som beskrevs av Yang 1984. Trioza celtisae ingår i släktet Trioza, och familjen spetsbladloppor. Inga underarter finns listade i Catalogue of Life.